# Союз ТМ-2
Союз ТМ-2 — первый пилотируемый космический аппарат из серии «Союз ТМ» (корабль Союз ТМ-1 запускался в тестовом, беспилотном режиме). 

## Экипаж старта
- Юрий Романенко  (3-й полёт) — командир.
- Александр Лавейкин  (1-й полёт) — бортинженер.

## Экипаж посадки
- Александр Викторенко  (1-й полёт) — командир.
- Александр Лавейкин  (1-й полёт) — бортинженер.
- Мухаммед Фарис , Сирия (1-й полёт) — космонавт-исследователь.

## Параметры полёта
- Масса аппарата: 7100 кг
- Перигей: 341 км
- Апогей: 365 км
- Наклонение: 51,6°
- Период обращения: 91,6 минуты

## Описание полёта
Это вторая экспедиция на орбитальную станцию «Мир». Юрий Романенко пробыл в космосе более 326 суток, у Лавейкина проявилась сердечная недостаточность, вынудившая его вернуться на Землю раньше намеченного срока.
Во время присутствия экипажа «Союз ТМ-2» на станции был запущен модуль «Квант». «Квант» состоял из 11-тонного модуля космической станции и транспортно-энергетического модуля (9,6 тонны), впоследствии затопленного в Тихом океане. 2 и 5 апреля «Квант» совершил основные манёвры на орбите. 5 апреля система сближения «Игла» начала производить стыковку к заднему стыковочному порту. «Таймыры» находились в это время в «Союзе ТМ-2» на случай нештатной ситуации. На расстоянии 200 метров система «Игла» потеряла контакт, и космонавты наблюдали, как «Квант» проходит в 10 метрах от станции.
«Квант» дрейфовал на расстоянии 400 км от «Мира», прежде чем получил команду на вторую попытку стыковки. Стыковка произошла рано утром 9 апреля. Как оказалось, она была неплотной. Из пяти этапов стыковки — касание, механическая сцепка, стягивание, закрытие стыка, герметизация — успешно завершились только касание и механическая сцепка:100. После механической сцепки процесс стягивания не удалось завершить из-за того, что в приёмном конусе стыковочного агрегата станции оказался посторонний предмет. Для завершения стягивания не хватало 40 мм. Пока руководство обдумывало ситуацию, «Мир» не мог маневрировать, поскольку «Квант» свободно колебался в стыковочном порту, ударяя по стыковочным воротникам.
11 апреля Романенко и Лавейкин вышли, чтобы исследовать и, по возможности, устранить неисправность. Они обнаружили неизвестный предмет в приёмном конусе и опознали его как «предмет, похожий на мешок», который остался между транспортным грузовым кораблём «Прогресс-28» и стыковочным гнездом «Мира». Космонавты извлекли предмет, отпустили его в космос, и стыковка нормально завершилась. Выход в открытый космос занял 3 часа 40 минут. 12 апреля отстыковался служебный блок «Кванта», освобождая стыковочный узел.
Во время второго выхода в открытый космос, 12 июня 1987 года, космонавты установили нижний ярус дополнительной, третьей солнечной батареи на базовый блок. Ярус представлял собой две «гармошки», укреплённые на балке. При третьем выходе в открытый космос, 16 июня 1987 года, на нижний ярус был установлен подобный ему верхний ярус, и батарея была раскрыта полностью.